# Magnolia polyhypsophylla
Magnolia polyhypsophylla là một loài thực vật có hoa trong họ Magnoliaceae. Loài này được (Lozano) Govaerts mô tả khoa học đầu tiên năm 1996.